# Prince
Prince Rogers Nelson (Minneapolis, Minnesota, 7 de juny de 1958 - Chanhassen, Minnesota, 21 d'abril de 2016), conegut amb el monònim Prince, fou un cantant, compositor i multiinstrumentista de rock, soul, funk i new wave estatunidenc.
Va ser una icona de la música nord-americana i guanyador de gran quantitat de premis.
De 1993 a 2000 va presentar-se com L'Artista Abans Conegut com a Prince (The Artist Formerly Known as Prince, TAFKAP), o simplement L'Artista (The Artist).
Durant la dècada dels anys 80, va ser un dels artistes més importants i innovadors. És considerat el fundador de l'anomenat "so Minneapolis", so característic del seu tercer àlbum, Dirty Mind i el de 1981 Controversy, així com en l'àlbum de debut de The Time. Prince aconseguiria el cim de la seva popularitat amb l'àlbum Purple Rain (1984) i la pel·lícula del mateix títol.
Prince ha venut més de 100 milions de discos a tot el món, convertint-se en un dels artistes musicals amb més vendes de tots els temps. La pel·lícula "Purple Rain" (coneguda en català com a Pluja roja), va obtenir l'Oscar a la millor banda sonora per al mateix Prince, que també va obtenir un premi Grammy per l'àlbum. L'àlbum incloïa altres cançons que van aconseguir una alta popularitat com "When Doves Cry" i "Let 's Go Crazy", que van arribar a ser èxits a escala mundial.
Va guanyar set premis Grammy, un Globus d'Or, i un premi Oscar. Va ser inclòs en el Rock and Roll Hall of Fame el 2004, el primer any de la seva elegibilitat. Rolling Stone ha classificat a Prince al número 27 en la seva llista dels 100 millors artistes de tots els temps.
Prince va destacar-se també com un activista del veganisme.
Prince va arribar a visibilitzar bastants dones músics amb gran talent, com es pot veure en el seu show de Montreux de 2013. (Bateria: Hannah Welton Guitarrista: Donna Grantis Teclats: Cassandra O'Neal, Rose Ann Dimalanta (Rad) Cantants/Coristes: Shelby Johnson, Elisa Fiorillo, Liv Warfield, Támar Baix: Ida Nielsen)

## Guardons
Nominacions
- 1985: Grammy a l'àlbum de l'any
- 1988: Grammy a l'àlbum de l'any
- 1996: Grammy al millor àlbum de R&B
- 2005: Grammy al millor àlbum de R&B
- 2007: Grammy al millor àlbum de R&B